# Polystichum revolutum
Polystichum revolutum är en träjonväxtart som beskrevs av P. S. Wang. Polystichum revolutum ingår i släktet Polystichum och familjen Dryopteridaceae. Inga underarter finns listade.